# Azuma Hiroki
Azuma Hiroki (東 浩紀 sinh ngày 9 tháng 5 năm 1971) là một nhà phê bình văn hóa người Nhật. Ông là giáo sư của trường Đại học Quốc tế Nhật Bản và Viện Công nghệ Tokyo.

## Tiểu sử
Sinh ra và lớn lên ở Mitaka, Tokyo, Azuma Hiroki nhận học vị Tiến sĩ (bằng "Đại diện văn hóa") của Đại học Tokyo vào năm 1999 và trở thành giáo sư tại Đại học Quốc tế Nhật Bản (IUJ) vào năm 2003. Ông là một nghiên cứu viên điều hành và giáo sư tại Trung tâm Truyền thông Toàn cầu (GLOCOM) của IUJ, và là một nghiên cứu viên ở Trung tâm Nhật Bản của Đại học Stanford. Từ năm 2006, ông làm việc tại Trung tâm nghiên cứu thế giới văn minh của Viện Công nghệ Tokyo.

## Công việc
Azuma Hiroki là một trong những nhà phê bình văn học trẻ tuổi có ảnh hưởng lớn tại Nhật Bản, chuyên về văn chương và các ý tưởng tự do cá nhân trong thời đại thông tin toàn cầu.
Azuma bắt đầu sự nghiệp của mình như một nhà phê bình văn học vào năm 1993 với một phong cách hậu hiện đại, chịu ảnh hưởng từ các nhà phê bình hàng đầu Nhật Bản là Karatani Kojin và Asada Akira. Ông là một thành viên của phong trào Murakami Takashi và Superflat. Công trình đầu tiên của ông là "Luận văn Solzhenitsyn" vào năm 1993. Azuma đã gửi luận văn này đến tận tay Karatani trong tiết giảng văn của ông ở trường Đại học Hosei, nơi Azuma là một kiểm toán viên. Cuối thập niên 1990, Azuma bắt đầu nghiên cứu về nhiều hiện tượng đại chúng khác nhau, đặc biệt là các tiểu văn hóa otaku/Internet/video game đang nổi lên, và được biết đến nhiều nhất như một người ủng hộ suy nghĩ của thế hệ trẻ Nhật Bản. Ông quan tâm đến việc chuyển dịch viễn tưởng văn học Nhật Bản vào sự "otaku hóa" ngày nay.
Azuma đã xuất bản bảy cuốn sách, trong đó có Sonzaironteki, Yubinteki vào năm 1998, tập trung vào dao động giữa văn học và triết học của Jacques Derrida. Tác phẩm này đã đoạt giải Văn học Suntory vào năm 2000 và giúp Azuma trở thành nhà văn trẻ nhất từng nhận giải thưởng này vào thời điểm đó. Asada Akira đã tuyên bố rằng đó là một trong những cuốn sách được viết hay nhất thập niên 90; tuy nhiên, Yamagata Hiroo chỉ ra rằng tác phẩm đã được viết trong sự hiểu lầm về định lý bất toàn của Godel. Azuma cũng viết Dobutsuka-suru Postmodern, trong đó phân tích văn hóa đại chúng Nhật Bản qua một góc nhìn hậu hiện đại.

## Tác phẩm
- Azuma, Hiroki. Otaku. Minneapolis: University of Minnesota Press Lưu trữ ngày 6 tháng 10 năm 2023 tại Wayback Machine, 2009.
- Azuma, Hiroki. (2007) "The Animalization of Otaku Culture" Mechademia 2 175–188.